# Asakura Yoshikage
Pour les articles homonymes, voir Asakura (homonymie).
 (décembre 2016).
Si vous disposez d'ouvrages ou d'articles de référence ou si vous connaissez des sites web de qualité traitant du thème abordé ici, merci de compléter l'article en donnant les références utiles à sa vérifiabilité et en les liant à la section « Notes et références ».
Asakura Yoshikage (朝倉 義景, Asakura Yoshikage, 12 octobre 1533-20 août 1573) était un samouraï japonais et un daimyō d'Echizen pendant l'époque Sengoku de l'histoire du Japon. Il était le petit-fils d'Asakura Toshikage.

## Biographie
Il devient chef de la famille Asakura en 1548, faisant suite à son père Takakage Asakura. Echisen est alors la proie des révoltes des Ikkō-ikki, mais Yoshikage parvient à maintenir la paix sur ses territoires. Il les vaincra définitivement en 1571.
En 1565, le nouveau shogun Yoshiaki Ashikaga lui demande de venir à son aide pour l'aider à entrer dans la capitale, Kyōto. Yoshikage hésite et Yoshiaki fait alors appel à Oda Nobunaga, un vassal des Asakura. Cependant, le shogun craint son général et fait secrètement parvenir des lettres à divers daimyos dont Yoshikage Asakura, leur demandant leur aide contre Nobunaga. Celui-ci évente le complot, et envahit préventivement Ichizen. À la suite de la trahison de son cousin Asakura Kageaki, son domaine d'Ichijōtani est aboli et Yoshikage se fait seppuku, mettant fin par la même occasion à l'illustre lignée des Asakura.
Oda Nobunaga avait l'habitude de donner des surnoms aux autres, et Yoshikage fit partie des victimes de son tic. Il le surnommait O-nuruyama. Par la suite, Nobunaga utilisa ce surnom pour narguer ceux qui parmi sous ses ordres étaient, d'après lui, négligents ou incompétents.